# アミューズモデルス
アミューズモデルス（Amuse Models）は、日本の芸能事務所・アミューズの一部門であるアミューズWILL事業部。キッズ部門をアミューズキッズと称することがある。
アミューズが、2004年にウィルコーポレーションを吸収合併することにより設立された部門で、現在は主にローティーンからティーンエイジャーのタレントの発掘、教育、マネージメントを行う。
モデル業を中心に活動している所属者が多数だが、ドラマや映画・CM等にも出演している所属者もいる。ウィルコーポレーション時代からアミューズへの所属になったタレントは上野樹里、吉高由里子など。

## 過去の所属者

### ファッション
- 小倉藍子
- 白石マミ
- 本田あゆ
- 水本瞳
- 吉田桂子

### ジュニア
- 市岡麻美
- 稲川実花
- 梅澤真理子
- 大坪あきほ
- 篭原里奈
- 片桐桃佳
- 神崎れな
- 木川知子
- 金城成美
- 紅林ゆりか
- 小俣彩織
- 斉藤あかね
- 捧由佳理
- 佐野愛里紗
- 島ゆいか
- 清水紅李
- 清水悠香
- 白井義将
- 小鳥（城之内）優
- 鈴木亜理沙
- 高根美里
- 高山璃奈
- 堤菜緒
- 西尾奈々
- はじめロベルト
- 林由佳
- 福島葉月
- 松井愛莉
- 松本嘉菜
- 武藤彩未
- 武者愛子
- 山根里菜
- 山本ひかる

### キッズ
- 飯田來麗
- 飯沼奈々
- 井坂彰吾
- 岩崎響
- 金井美樹
- 菊池和澄
- 菊地最愛
- 小関裕太
- 酒井奈夢
- 佐藤日向
- 澤田愛梨
- 杉﨑寧々
- 千阪健介
- 友井大輔
- 中田朱音
- 中村咲哉
- 室井響
- 水野由結
- 堀内まり菜
- 八木アリサ